# Satoshi Miyauchi
Satoshi Miyauchi (宮内 聡, Miyauchi Satoshi, né le 26 novembre 1959 à Tokyo au Japon) est un footballeur japonais.  Il a été le sélectionneur de l'équipe du Japon de football féminin de 1997-1999.